# 에구시 수프
에구시 수프(영어: egusi soup)는 서아프리카의 국물 음식이다. 박과 식물의 씨인 에구시를 넣어 걸쭉하게 끓인 국 또는 수프, 소스로, 나이지리아의 국민 음식 가운데 하나이기도 하다.

## 이름
- 영어: 에구시 수프(egusi soup)
- 요루바어: 오베 에구시(ọbẹ̀ ẹ̀gúsí)
- 이그보어: 오페 에구시(ofe ègwusi)
- 프랑스어: 소스 피스타슈(sauce pistache)
- 하우사어: 미야르 아구시(miyàr̃ àgushī)

요루바어·이그보어 "에구시(ẹ̀gúsí, ègwusi)와 하우사어 "아구시(àgushī)"는 Melothria sphaerocarpa 등 박과 식물의 씨를 부르는 이름이다. 영어 "수프(soup)", 요루바어 "오베(ọbẹ̀)", 이그보어 "오페(ofe)", 하우사어 "미야(miyā̀)"는 모두 "국"을 뜻하는 말이며, 하우사어의 경우 "미야르(miyàr̃)"는 여성형 명사인 "미야"가 "아구시"와 연결되기 위해 여성형 연결어미 "-r"가 붙은 형태이다.
프랑스어에서는 에구시가 "피스타슈 아프리켄(pistache africaine)"으로도 불리기 때문에("피스타슈"는 "피스타치오"를 뜻하는 말이지만, 견과류를 통틀어 일컫기도 한다.) "에구시 소스"라는 뜻의 "소스 피스타슈(sauce pistache)"로 불리기도 한다.

## 만들기
에구시는 갈아서 가루로 만든 다음, 따뜻한 물에 개어서 페이스트처럼 만들어 둔다. 염소고기, 쇠고기 등 여러 가지 고기와 소껍데기, 양 등의 부속 고기는 물에 삶아 육수를 내고 부드럽게 익혀 둔다. 육수를 낸 다음 건진 고기는 그대로 쓰기도 하고, 오븐에 굽거나 기름에 튀기거나 지져 쓰기도 한다. 붉은 팜유에 양파와 네레(요루바어 이름은 "이루(irú)"이다.) 등을 볶다가, 갈아 둔 고추·피망 퓌레를 넣어 함께 볶는다. 국물 큐브 외에도 밑국물에 맛을 내는 재료로 훈제 가재 가루, 물에 불렸다 뼈를 바른 훈제 건조 생선 등이 쓰인다. 육수를 붓고, 건져 두었던 고기와 에구시를 넣어 섞는다. 에구시는 페이스트를 손으로 둥글게 뭉쳐 넣는데, 바로 넣어 익히기도 하고 붉은 팜유에 먼저 튀겼다가 넣기도 한다. 에구시가 익으면서 국물을 걸쭉하게 한다. 익히면서 국물에 완전히 풀어 고른 질감을 내기도 하고, 취향에 따라 덩어리를 남기기도 한다. 잎채소로는 우구, 에루, 비터리프, 시금치 등이 쓰이며, 데쳐서 넣는다. 완성된 에구시 수프는 파운디드 얌 등에 곁들여 먹는다.

## 같이 보기
- 콘토미리 스튜
- 팔라버 소스